# Epizoanthus haliclystus
Epizoanthus haliclystus is een Zoanthideasoort uit de familie van de Epizoanthidae. De wetenschappelijke naam van de soort is voor het eerst geldig gepubliceerd in 1951 door Pax.